# HMNS Friso (K00)
HMNS Friso (K00) je bila korveta razreda flower Kraljeve nizozemske vojne mornarice, ki je bila operativna med drugo svetovno vojno.

## Zgodovina
26. marca 1943 je Kraljeva vojna mornarica Kraljevi nizozemski vojni mornarici predala HMS Carnation (K00), ki jo je nato preimenovala. 4. oktobra 1944 so korveto vrnili Združenemu kralejstvu.